# Dejana Radanović
Dejana Radanović (serbisch-kyrillisch Дејана Радановић; * 14. Mai 1996 in Zrenjanin) ist eine serbische Tennisspielerin.

## Karriere
Radanović spielt vorwiegend auf der ITF Women’s World Tennis Tour; sie errang bisher 12 Einzel- und drei Doppeltitel. Ihr erstes Turnier als Profi spielte sie im Oktober 2011 in Pirot, wo sie auf Anhieb ins Viertelfinale vordringen konnte. 
Ihre beste Platzierung in der WTA-Weltrangliste erreichte sie im Einzel im Juli 2018 mit Position 187, im Doppel im September 2020 mit Position 400.
Im Jahr 2017 spielte Radanović erstmals für die serbische Billie-Jean-King-Cup-Mannschaft. In ihrer Billie-Jean-King-Cup-Bilanz stehen vier Siege und sechs Niederlagen zu Buche.

## Turniersiege

### Einzel
| Nr. | Datum              | Turnier  | Kategorie   | Belag             | Finalgegnerin           | Ergebnis       |
| --- | ------------------ | -------- | ----------- | ----------------- | ----------------------- | -------------- |
| 1.  | 2. Oktober 2016    | Sosopol  | ITF $10.000 | Hartplatz         | Andreea Amalia Roșca    | 4:0 Aufgabe    |
| 2.  | 19. Februar 2017   | Antalya  | ITF $15.000 | Sand              | Başak Eraydın           | 6:4, 7:61      |
| 3.  | 12. März 2017      | Iraklio  | ITF $15.000 | Sand              | Giulia Gatto-Monticone  | 7:5, 6:3       |
| 4.  | 19. März 2017      | Iraklio  | ITF $15.000 | Sand              | Raluca Georgiana Șerban | 6:4, 7:61      |
| 5.  | 6. Mai 2017        | Chimki   | ITF $25.000 | Hartplatz (Halle) | Anna Morgina            | 6:3, 6:3       |
| 6.  | 18. März 2018      | Toyota   | ITF $25.000 | Hartplatz         | Katherine Sebov         | 6:4, 3:6, 6:4  |
| 7.  | 10. Juni 2018      | Óbidos   | ITF $25.000 | Teppich           | Giulia Gatto-Monticone  | 6:2, 6:1       |
| 8.  | 17. Juni 2018      | Óbidos   | ITF $25.000 | Teppich           | Nuria Párrizas Díaz     | 6:3, 6:3       |
| 9.  | 29. September 2019 | Kaposvár | ITF W25     | Sand              | Veronika Erjavec        | 6:2, 6:3       |
| 10. | 26. Februar 2023   | Monastir | ITF W15     | Hartplatz         | Liu Fangzhou            | 64, 6:3, 6:2   |
| 11. | 13. August 2023    | Koksijde | ITF W25     | Sand              | Hanne Vandewinkel       | 4:6, 7:64, 6:2 |
| 12. | 17. September 2023 | Skopje   | ITF W40     | Sand              | Iva Primorac            | 6:1, 6:3       |

### Doppel
| Nr. | Datum              | Turnier  | Kategorie   | Belag     | Partnerin         | Finalgegnerinnen                             | Ergebnis         |
| --- | ------------------ | -------- | ----------- | --------- | ----------------- | -------------------------------------------- | ---------------- |
| 1.  | 1. Oktober 2016    | Sosopol  | ITF $10.000 | Hartplatz | Petja Arschinkowa | Kateřina Kramperová Angelina Schurawljowa    | 6:1, 6:3         |
| 2.  | 19. September 2020 | Zagreb   | ITF W25     | Sand      | Silvia Njirić     | Valentini Grammatikopoulou Ana Sofía Sánchez | 4:6, 7:5, [10:8] |
| 3.  | 8. April 2023      | Monastir | ITF W15     | Hartplatz | Elena Milovanović | Wang Jiaqi Yang Yidi                         | walkover         |